# Museo Arqueológico Comarcal de Orihuela
El museo arqueológico comarcal de Orihuela (Provincia de Alicante, España) está ubicada en la iglesia y sala de hombres del antiguo hospital municipal San Juan de Dios. En este museo se exponen distintos aspectos correspondientes a la cultura de la comarca de la Vega Baja, desde el paleolítico hasta el siglo XVIII y principios del siglo XIX. Cuenta además de un apartado de etnología con cerámica argárica, islámicas y cristianas. Asimismo guarda en el presbiterio de la Iglesia el paso procesional El Triunfo de la Cruz, conocido como La Diablesa, realizado por Nicolás de Bussy en 1694.

## Contenido
Se expone siguiendo un riguroso orden cronológico, según los distintos periodos culturales. materiales de los siguientes periodos:
- Paleolítico y Neolítico
- Calcolítico (2500-1900/1800 a. C.)
- Cultura argárica (1900/1800-1200 a. C.)
- Bronce Tardío (1300-1000 a. C.)
- Bronce Final (1000-725 a. C.) y Hierro Antiguo (725-550 a. C.)
- Cultura Ibérica (550-40/30 a. C.)
- Romanización (siglo II a. C.- V)
- Etapa Tardorromana (siglo V a principios del siglo VIII)
- Cultura Islámica (siglo VIII a mediados del siglo XIII).
- Época Bajomedieval y Moderna (2.ª mitad del siglo XIII al XVIII)
- Asimismo se exponen materiales de cronología más moderna.

Anexo al Museo Arqueológico se halla la antigua sala de hombres del hospital, donde se alternan diversas exposiciones temporales.